# Maskinen

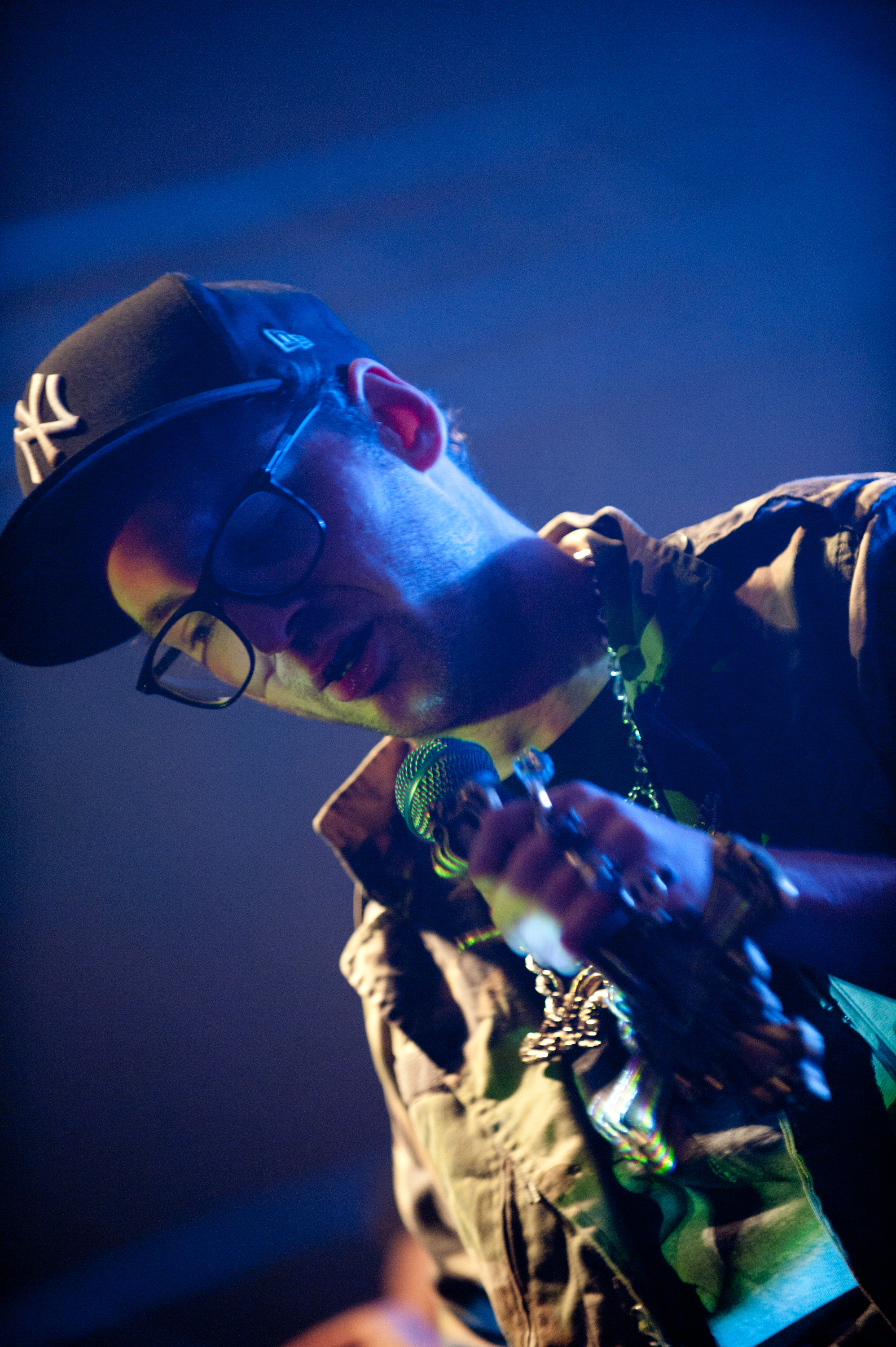
Frej Larsson på Hultsfredsfestivalen 2011

Maskinen är en svensk musikgrupp bestående av Herbert "Afasi" Munkhammar, från Afasi & Filthy, och Frej Larsson, från Slagsmålsklubben samt Far & Son. De räknades genremässigt till electro/hiphop med inslag av baile funk.

## Boys II Men(2007–2009)
2007 banade Maskinen väg för det kommande albumet Boys II Men med debutsingeln Alla som inte dansar (är våldtäktsmän). Den nådde som bäst 25:e plats på Sverigetopplistan.  2008 polisanmälde en man singeln då han uppfattade den som kränkande och uppmanande till våld, men anmälan gick inte vidare.
Strax efter att Alla som inte dansar släppts så valde Magnus "Filthy" Lidehhäll att lämna Maskinen. Året innan debutalbumet släpptes hoppade även Oskar "Kihlen" Linnros av, då i samband med att den andra singeln "Segertåget" släpptes 2008.
Den 18 november 2009 släpptes debutalbumet Boys II Men. Under inspelningen av albumet hade bandet samarbetat bland annat med baile funk-gruppen Bonde do Rolê och house-producenten Style of Eye. Kritikermottagandet var mediokert; av de stora dagstidningarna gav enbart Expressen högre betyg än tre av fem.
Till följd av albumsläppet och trots avhoppade medlemmar gav sig Frej och Afasi ut på en omfattande sverigeturné på diverse festivaler, nattklubbar och konsertlokaler. Turnén dokumenterades av Pär Hugo Kjellén, Olle Kirchmeier och Petter Brandt och under 2012 släpptes turnédokumentären Grillspetskompetens digitalt. Länk

## Framgång & Efterfrågan(2011–2013)
I oktober 2011 släppte bandet Krossa alla fönster, den första singeln från deras nästkommande album, och då deras första nyinspelade material på två år. Singeln fokuserar textmässigt på en kvinna i en dålig relation, som uppmuntras att göra slut med sitt "as" till partner. Låten beskriver bland annat hur mannen lär vara otrogen, och fick mycket uppmärksamhet. Speciellt i samband med videon, vilken anspelade på tidigare års täta skandalskriverier om kung Carl XVI Gustaf. Maskinen kommenterade kontroversen på följande sätt:
"Om kungen köper snusk på vår bekostnad, tänker vi sälja snusk på hans. Låten har blivit spelad tusen miljoner gånger, videon blev bortplockad från Youtube efter 40 minuter"
I januari 2012 släpptes den andra singeln, "Liv och död", från det kommande albumet.
Den 27 mars 2012 släpptes så musikalbumet Framgång & Efterfrågan, vilket över lag fick bra kritik med ett medelbetyg på 3,7 av 5.
Den 19 januari 2013 blev gruppen tilldelade guldmicken i årsgalan P3 Guld, genom att ha fått flest röster av lyssnarna.

## Goldenbest Records ochStora Fötter Stora Skor(2013–2015)
Under 2013 valde bandet att lämna skivbolaget Universal för att istället starta det egna skivbolaget Goldenbest Records.
Bandets tredje studioalbum, EP:n Stora fötter stora skor, släpptes 15 april 2015. Albumet är relativt kort i jämförelse med tidigare album - bara sex spår - men innehåller å andra sidan en stor mängd samarbeten. Exempelvis innehåller låten "Batteri" gästverser från Joy, Chapee, Sam-E och Parham.
Albumet fick ett över lag positivt mottagande, och under sommaren turnerade bandet med rapparen Joy. I september släpptes ett samarbete med Joy, låten "Håll Din Anda", som singel.

## Medlemmar
- Frej Larsson (2007–2015)
- Herbert "Afasi" Munkhammar (2007–2015)
- Mats Norman (2010–2015)
- Oskar ”Kihlen” Linnros (2007–2008)
- Magnus "Filthy" Lidehäll (2007–2008)

## Diskografi

### Studioalbum
- 2009 – Boys II Men
- 2012 – Framgång & Efterfrågan
- 2015 – Stora fötter stora skor (EP)

### Singlar
- 2007 – Alla som inte dansar (är våldtäktsmän)
- 2008 – Segertåget
- 2009 – Pengar
- 2009 – Dansa med vapen
- 2010 – Kärlek vid sista ögonkastet
- 2010 – Buffalo Blues
- 2011 – Krossa alla fönster
- 2012 – Liv och död
- 2012 – Stora trygga vargen
- 2012 – Megalomani
- 2013 – Limousin (med Movits!)
- 2015 – Stora fötter stora skor
- 2015 – Upp
- 2015 – Håll Din Anda! (med Joy)
- 2024 - Maskinen är tillbaka

## Videografi
- 2012 – Grillspetskompetens

## Kuriosa
Bandets första logotyp var en uppochnedvänd Wu-Tang Clan-logga, vilket också är loggan för Methodman i Wu-Tang Clan. Logotypen har därefter ändrat form två gånger; först i samband med Framgång & Efterfrågan, då den lär ha avbildat en svan, och sen i samband med Stora Fötter Stora Skor, då den tog formen av en bevingad svanskalle. Den gula färgen har dock kvarstått.